# Pseudoleistes
A Pseudoleistes a madarak osztályának verébalakúak (Passeriformes) rendjébe és a csirögefélék (Icteridae) családjába tartozó nem.

## Rendszerezésük
A nemet Philip Lutley Sclater írta le 1862-ben, jelenleg az alábbi 2 faj tartozik ide:
- sárgahasú lápicsiröge (Pseudoleistes guirahuro)
- barnás lápicsiröge (Pseudoleistes virescens)

## Előfordulásuk
Dél-Amerikában, Argentína, Brazília, Paraguay és Uruguay területén honosak. A természetes élőhelyük szubtrópusi és trópusi száraz legelők és szántóföldek, valamint folyók, patakok és mocsarak környéke.

## Megjelenésük
Átlagos testhosszuk 24-25,5 centiméter közötti.

## Életmódjuk
Ízeltlábúakkal, kisebb gerincesekkel és magvakkal táplálkoznak.